# Detective Dan Cupid
Detective Dan Cupid è un cortometraggio muto, pubblicato nel 1914 e diretto da Al Christie. Prodotto dalla Nestor di David Horsley e distribuito dall'Universal Film Manufacturing Company, aveva come interprete Eddie Lyons, popolare attore comico dell'epoca.

## Produzione
Il film fu prodotto dalla Nestor Film Company.

## Distribuzione
Distribuito dall'Universal Film Manufacturing Company, il film - un cortometraggio di una bobina - uscì nelle sale cinematografiche statunitensi il 7 agosto 1914.